# Guaduella dichroa
Guaduella dichroa, trajnica iz porodice trava, smještena u tribus Guaduelleae, potporodica Puelioideae. Hemikriptofit i rijetka biljka ograničena samo na područje Cabinde u zapadnoj tropskoj Africi.
Stabljika je usprana, naraste od 45 do 80 cm. Opisana je 1983. godine.